# Bathseba met de brief van koning David
Bathseba met de brief van koning David is een olieverfschilderij van de Nederlandse schilder Rembrandt van Rijn, geschilderd in 1654. Het toont Bathseba die net de brief van koning David heeft ontvangen. Het schilderij bevindt zich in de collectie van het Louvre te Parijs. Het was een van de 583 werken die in 1869 werden nagelaten door dokter Louis La Caze (1798-1869).

## David en Bathseba
Het schilderij refereert aan het  verhaal in 2 Samuel 11 waarin wordt verteld van koning David, die zijn oog had laten vallen op de mooie Bathseba. Vanuit zijn woning kon hij haar zien als ze ging baden. Bathseba was al getrouwd en haar man Uria vocht in het leger. Toen Bathseba zwanger bleek te zijn, dacht David dat op te lossen door Uria naar huis te roepen. Uria sliep echter niet bij zijn vrouw. Toen besloot David dat Uria in de vuurlinie moest worden opgesteld, zodat hij sneuvelde, als verwacht.  Na de dood van Uria kon David haar huwen. Hij verwekte nog meer kinderen bij haar.
Er is in het bijbelse verhaal geen sprake van een brief aan Bethseba.

## Afbeelding
Rembrandt beeldt Bathseba af met omlaag gericht hoofd, tijdens een moment van overpeinzing, vlak voordat ze een bad wil nemen (een bediende wast haar voeten). Ze heeft net de brief gehad waarin David haar stelt voor de morele keuze tussen gehoorzaamheid aan de koning en trouw aan haar afwezige echtgenoot. Door zich te concentreren op haar morele dilemma legt Rembrandt de nadruk op het psychologische moment, hetgeen voor die tijd vrijwel zonder weerga was. Daarbij zinspeelt hij nadrukkelijk op de zondigheid van David, met Bathseba als toevallige aanleiding.
De afbeelding van het Bijbelse thema is geheel anders dan tot dan toe gebruikelijk was in de schilderkunst. Waar eerder kunstenaars de nadruk legden op het voyeuristische element van de badende Bathseba die gadegeslagen wordt door David, en daarmee door de toeschouwer, valt Rembrants weergave op door het intieme karakter.

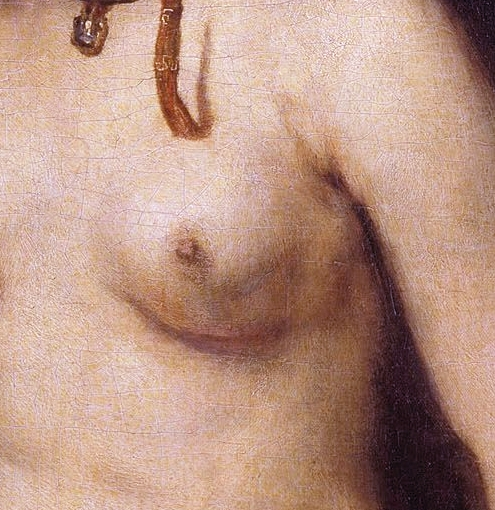
Detail van de linkerborst

De zuil op de achtergrond suggereert een groots bouwwerk, mogelijk het paleis van David. Het stevige, zorgvuldig gemodelleerde lichaam wordt tot in de kleinste contouren verkend en is nergens geïdealiseerd. De duisternis lijkt al ingevallen. De donkere achtergrond, met de zachte lichtinstallatie, doet het naakte lichaam des te sterker uitkomen. Onduidelijk blijft of David haar wellicht gadeslaat.

## Hendrickje Stoffels
Volgens diverse kunsthistorici stond waarschijnlijk Rembrandts jong overleden levensgezellin Hendrickje Stoffels model voor het schilderij. Ook de website van het Louvre houdt het op Stoffels. Rembrandtkenner Erik Jan Sluijter acht dit echter onwaarschijnlijk. Volgens hem is het overduidelijk dat de figuur Bathseba niet naar een model is geschilderd. Als reden geeft hij aan dat de rechterarm volgens hem veel te lang is en de lichaamshouding onnatuurlijk, evenals de vorm van de linkerarm. Ook acht hij het uitgesloten dat Rembrandt zijn geliefde naakt in het atelier zou hebben laten plaatsnemen ten overstaan van al zijn leerlingen.
De blauwe plek op de linkerborst en de lichte vervorming onder de linkeroksel leidden onder kunsthistorici en medici wel tot speculaties dat Stoffels als vermeend model overleden zou zijn aan tuberculose of borstkanker. Stoffels leefde echter nog negen jaar na voltooiing van het schilderij en overleed waarschijnlijk ten gevolge van de pestepidemie van 1663.

## Restauratie van 2013-2014
Vanaf december 2013 werd het schilderij acht maanden lang gerenoveerd. Volgens de onderzoekers van C2RMF (Centre de Recherche et de Restauration des Musées de France), die de restauratie verzorgde, was het schilderij van oorsprong aan de bovenkant zo'n vijftien centimeter hoger en aan alle andere kanten enkele centimeters langer of breder. Eerder werd al gedacht dat het schilderij van oorsprong verticaal van vorm was. Sluijter (2006) meent dat het Rembrandt zelf is geweest die het schilderij heeft ingekort om de figuur Bathseba dichter bij de beschouwer te brengen en meer aandacht te vestigen op haar gezicht en lichaam. Volgens een andere Rembrandtkenner, Ernst van de Wetering (1998), moet het schilderij aan de bovenkant minstens twintig centimeter hoger zijn geweest. Hij veronderstelde dat het waarschijnlijk zelfs nog langer is geweest. Links zou het schilderij naar zijn zeggen zeker tien centimeter breder zijn geweest.
Adriaantje Hollaer · Ahasveros en Haman aan het feestmaal van Esther · De anatomische les van Dr. Deijman · De anatomische les van Dr. Nicolaes Tulp · Andromeda aan de rots geketend · Aristoteles bij de buste van Homerus · Artemisia · Badende vrouw · Bathseba met de brief van koning David · De blindmaking van Simson · De brillenverkoper · Buitenlandse admiraal · Christus in de storm op het meer van Galilea · Christus met een staf · Danaë · David en Uria · De doop van de kamerling · Het feestmaal van Belsazar · Flora · Gelijkenis van de rijke dwaas · Historiestuk · Jacob zegent de zonen van Jozef · Jeremia treurend over de verwoesting van Jeruzalem · Het Joodse bruidje · De maaltijd in Emmaüs · Marten Soolmans en Oopjen Coppit · Mozes en de tafelen der wet · De Nachtwacht · Het offer van Abraham (1635) · Pallas Athene · Portret van een man met handschoenen in de hand · Portret van een man · Portret van Amalia van Solms · Portret van Baertje Martens · Portret van Herman Doomer · Portret van Jan Six · Portret van Johannes Wtenbogaert · Portret van Maurits Huygens · De samenzwering van de Bataven onder Claudius Civilis · De schilder in zijn atelier · De Staalmeesters · De steniging van de Heilige Stefanus · Terugkeer van de verloren zoon · Titus aan de lezenaar · Titus als monnik · De Vaandeldrager · De verloochening van Petrus · De verloren zoon in een herberg · Het vertrek van de Sunammitische vrouw · De vlucht naar Egypte · De vlucht naar Egypte · Zelfportret op jeugdige leeftijd (ca. 1628) · Zelfportret met twee cirkels · Zelfportret als de apostel Paulus